# Ra (Dokumentarfilm)

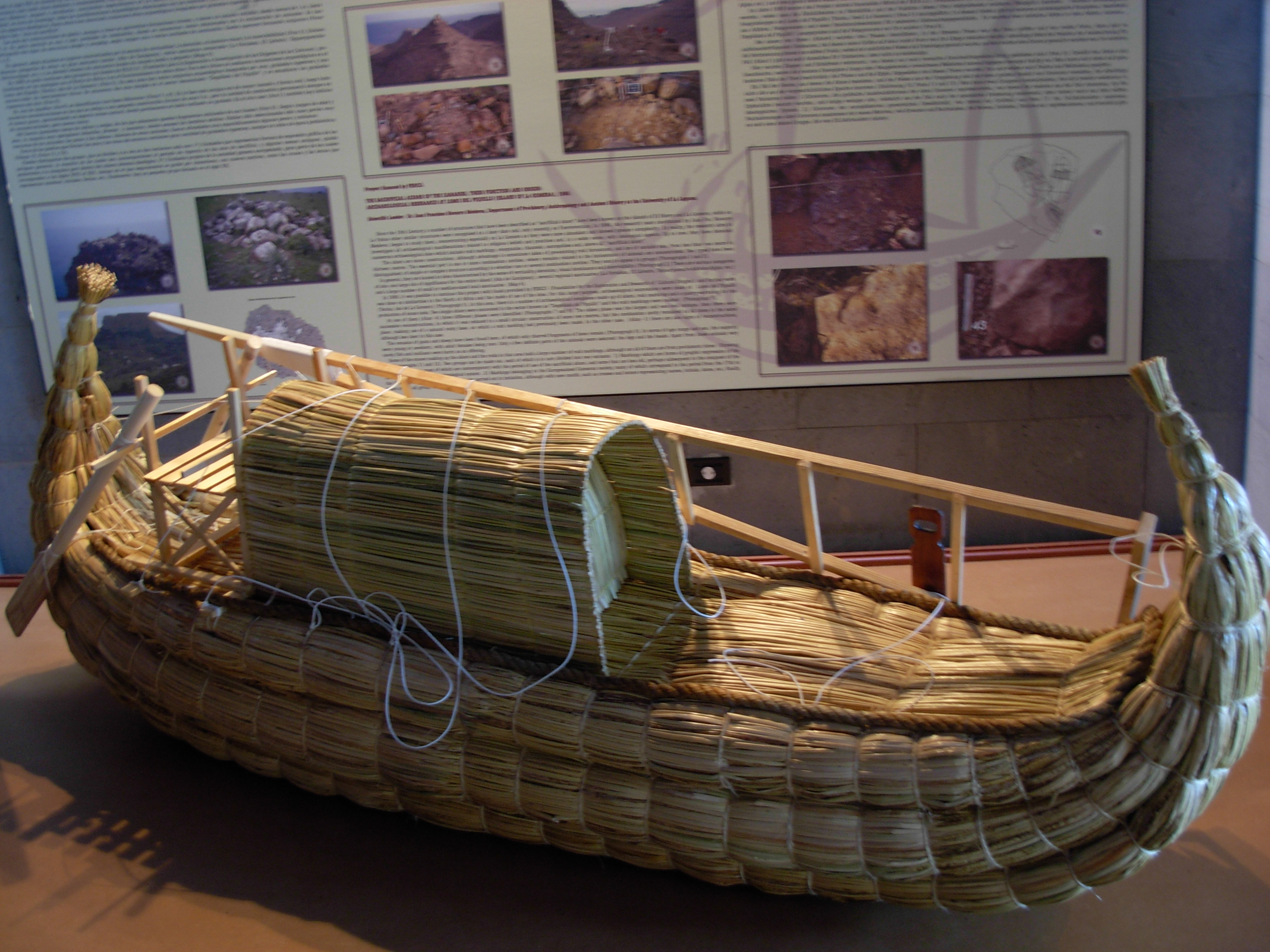
Modellnachbau der Ra I im Kon-Tiki Museet in Oslo.

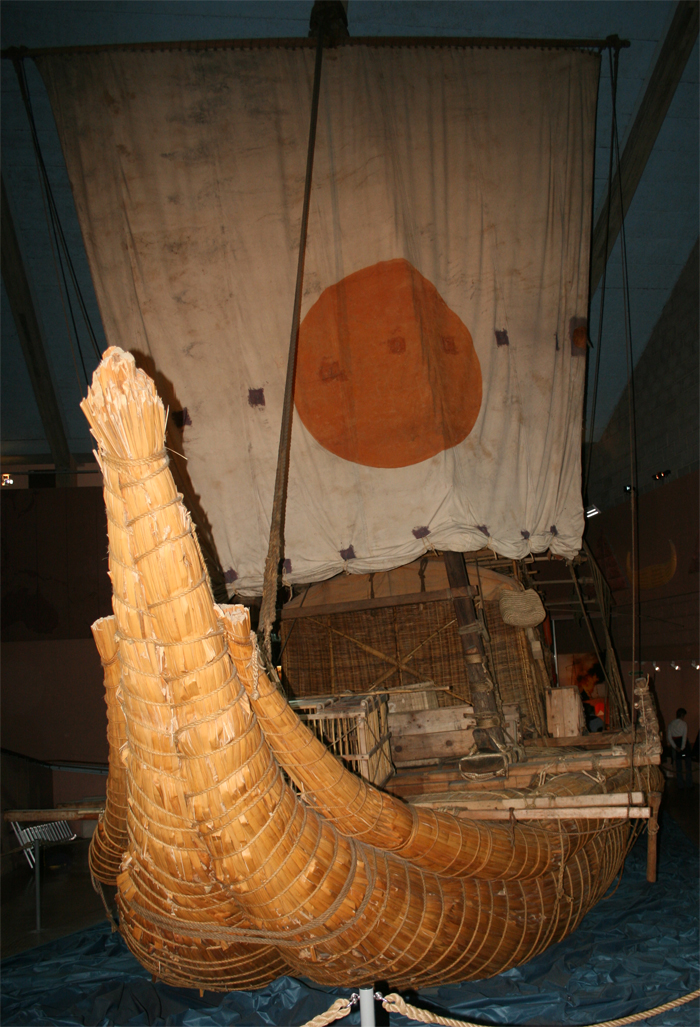
Die Original “Ra II” im Kon Tiki-museet.

Ra ist ein norwegisch-schwedischer Dokumentarfilm von Lennart Ehrenborg. Der Film begleitet in den Jahren 1969 und 1970 den norwegischen Forschungsreisenden, Archäologen, Anthropologen und Ethnologen Thor Heyerdahl auf zwei Expeditionsreisen mit einem Papyrus- und einem Schilfboot über den Atlantik. Der Film lief in Deutschland als Fernsehzweiteiler am 9. und am 12. April 1971 an.

## Handlung

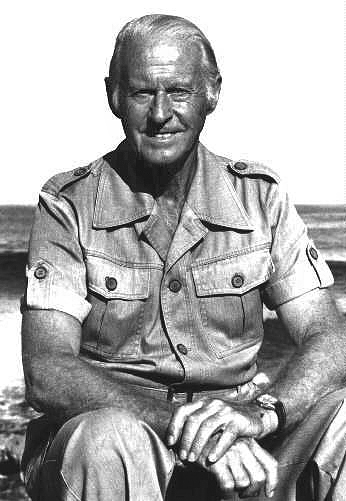
Thor Heyerdahl

Die Intention Heyerdahls, seit seiner abenteuerlichen Kon-Tiki-Pazifikfloßfahrt 1947 ein vielbeachteter wenngleich nicht unumstrittener Forschungsreisender, bei dieser Atlantikreise von Marokko bis nach Barbados in der Karibik war es, den Beweis anzutreten, dass es möglich wäre, mit einem Zwölf-Meter-Boot aus Papyrus den Atlantischen Ozean zu überqueren. Die Abreise fand am 25. Mai 1969 im marokkanischen Safi statt. Das Boot „Ra“, das dem Film den Titel verlieh und zu Ehren des ägyptischen Sonnengotts so getauft wurde, war wie auch das Equipment an Bord ein Nachbau altägyptischer Vorbilder. Heyerdahl nutzte zur Lagerung der benötigten Lebensmittel Tongefäße. Hintergrund und Sinn dieser waghalsigen Passage Heyerdahl war es, zu belegen, dass theoretisch schon die Ägypter der Antike – Jahrtausende vor Christoph Kolumbus – den amerikanischen Kontinent entdeckt haben könnten. „Fast alle Experten hielten das für unmöglich. Das Schilfboot erwies sich zwar als erstaunlich robust – und doch geriet das Experiment außer Kontrolle“, wie Der Spiegel 2019 anlässlich des 50. Jahrestags dieses Experiments in einer Rückschau erinnerte.
Von Anbeginn war diese Fahrt unter Experten hoch umstritten: Man nahm an, dass das von Einheimischen in Ägypten gebaute Boot, für dessen Herstellung insgesamt zwölf Tonnen Papyrus benötigt wurden, unmöglich die Überquerung des für seinen rauen Seegang bekannten Atlantiks heil überstehen könne. Ganz bewusst stellte Heyerdahl seine Mannschaft aus aller Herren Länder zusammen, um den interkulturellen Anstrich seiner Mission zu unterstreichen und eine von Nationalismen und Ideologien freie Zusammenarbeit der Menschen unter Beweis zu stellen. Heyerdahls Begleiter kamen aus den Vereinigten Staaten (der Navigator Norman Baker), der Sowjetunion (der Arzt Juri Senkewitsch), Mexiko (der Vorratsverwalter Santiago Genovés), Ägypten (der Unterwasserexperte Georges Sourial), Italien (der Kameramann und Fotograf Carlo Mauri) und dem Tschad (der Papyrusexperte Abdullah Djibrine). Weitere Passagiere waren der Affe Safi (benannt nach dem Startpunkt in Marokko), der einzig der Zerstreuung dienen sollte, sowie ein Käfig mit Hühnern und eine Ente. Die friedfertige, völkerverbindende Absicht der gewagten Mission wurde dadurch unterstrichen, dass man unter UNO-Flagge segelte.
Wie Ehrenborgs Film belegt, stand diese erste "Ra"-Fahrt unter keinem guten Stern: Erst kämpfte man mit anhaltender Windstille, dann brach bereits frühzeitig eines der Ruder. Weitere Ruderbrüche auf hoher See führten dazu, dass diese einzigen Steuerungsanlagen ständig geflickt werden mussten. „Als großes Problem entpuppte sich am Ende auch ein Detail auf den altägyptischen Zeichnungen“ wie der Spiegel an gleicher Stelle erinnerte, „aus denen sich die Konstrukteure keinen Reim machen konnten – und es daher wegließen: Es war ein Seil, das von der Spitze des Hecks zur Schiffsmitte gespannt wurde. Erst als das Heck auf der See außer Form geriet und absackte, erkannte Heyerdahl die stabilisierende Funktion.“ Vor der zweiten Fahrt der zwölf Tonnen schweren Ra wurde dieser Fehler korrigiert. Im Juni und Juli 1969 geriet die „Ra I“ in schwere See, was zu schwersten Beschädigungen auf dem Schiff führte, die die „Ra“ nicht weiter seetüchtig erscheinen ließen. Als das zweite Seeruder auch noch brach, war die Crew an Bord endgültig manövrierunfähig. Am 18. Juli 1969 brach Heyerdahl das Experiment ab. Das Risiko war zu groß, und schließlich versank die Ra I in den Fluten des Atlantiks. Die Mannschaft wurden von einer US-amerikanischen Jacht aufgenommen und sicher an Land gebracht. 
Bis zum zweiten Expeditionsstart im Mai 1970, ziemlich genau ein Jahr nach der missglückten ersten Expedition, hatte Heyerdahl ein zweites Papyrusschiff errichten lassen. Diese „Ra II“, diesmal gebaut von Indios vom Titicacasee, die umfassende Erfahrungen mit dem Bau von Schilfbooten besitzen, besaß nicht mehr die Webfehler des ersten Schiffs. Auch diese Reise ist Bestandteil des Dokumentarfilms Lennart Ehrenborgs. Das neue Boot war drei Meter kürzer, leichter und insgesamt stabiler als die erste „Ra“ gebaut worden. Nach mehr als 6000 Kilometern und 57 Tagen erreichte die Mannschaft Barbados – ohne dass auch nur ein "einziger Papyrusstengel losriss oder brach", wie Heyerdahl später unterstrich. 

## Nominierungen und Auszeichnungen
- Heyerdahl, der in der Originalfassung als Erzähler fungiert, und Ehrenborg brachte Ra 1972 in der Kategorie Bester abendfüllender Dokumentarfilm eine Oscar-Nominierung ein.
- Auszeichnungen erhielt der Film 1971 bei Festivals in Trient (“Nettuno d’oro”) und Mailand (Festivalspreis).[2]

## Rezeption
- Auf allmovie.com heißt es „Thor Heyerdahls Abenteuer in Kon-Tiki und in The Ra Expeditions bewiesen, dass es möglich ist, und nun wird die Idee überhaupt nicht mehr als ungewöhnlich angesehen. Seltsamerweise ist Heyerdahls Ruf in der Zwischenzeit nicht respektabler geworden. Nichtsdestotrotz ist dieser Dokumentarfilm über seine Reise in einem groben Papyrusfloß von Marokko in die Karibik unterhaltsam und erhellend. Wie der Film … zeigt, gab es erhebliche Zweifel, dass Heyerdahl und seine achtköpfige Crew überleben würden, geschweige denn, dass sie es zu ihren Zielen schaffen würden.“[3]

- Leonard Maltin nannte den Film “eine aufregende Dokumentation” und “einen Nachfolger von "Kon-Tiki"”[4]